# Muhammad ibn al-Zayn

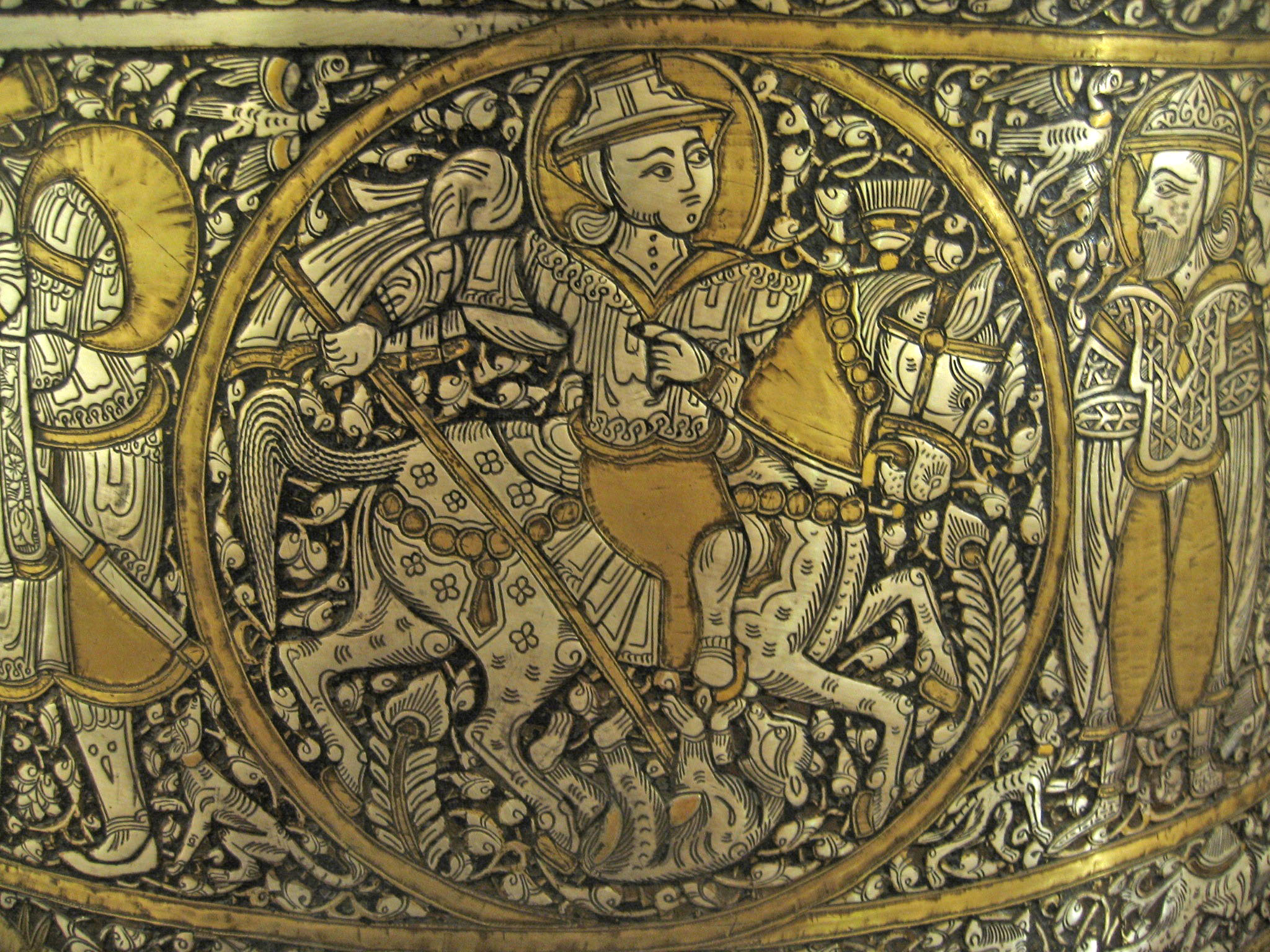
Détail du Baptistère de Saint Louis, œuvre de Muhammad ibn al-Zayn, Paris, musée du Louvre, LP16

Muhammad ibn al-Zayn est un dinandier vivant à l'époque mamelouke, probablement à la charnière entre le XIIIe siècle et le XIVe siècle, en Syrie ou en Égypte. 
Il est connu pour avoir signé deux métaux conservés au musée du Louvre : le Baptistère de Saint Louis et un bol incrusté dans le même style, dit bol Vasselot. En dehors de ces deux œuvres signées, d'autres lui ont été attribuées sur des critères stylistiques, sans toujours faire l'unanimité parmi les historiens d'art : 
- un bassin inachevé du L. A. Mayer Memorial de Jérusalem[3] ;
- un miroir conservé au musée de Topkapı[4] ;
- un brûle parfum du musée d'art islamique du Caire[5].

Une grille en fer forgé à la madrasa Is῾ardiyya (avant 1345) de Jérusalem est inscrite au nom de Muhammad ibn al-Zayn, mais la correspondance entre cette signature et l'artiste des œuvres incrustées du Louvre reste soumise à caution. 
Son style se caractérise par de vastes compositions avec des personnages monumentaux, traités de manière diversifiée, détaillée et relativement réaliste. Il développe des thèmes décoratifs traditionnels du métal de l'école de Mossoul. 